# Карл Густав фон Солдан
Карл Густав фон Солдан (тж. Сольдан) (нім. Karl Gustav Graf von Soldan; помер 10 серпня 1746, Тошек) — прусський полковник, командувач 6-го гусарського полку.

## Життєпис
Солдан провів 24 роки на шведській службі. Був довіреною особою (комісаром) Карла XII в перемовинах з українською старшиною, зокрема гетьманами Мазепою та Орликом. Один з присутніх при смерті Мазепи.